# Adelmo, torna da me
Adelmo, torna da me è il primo romanzo scritto da Teresa Ciabatti, edito con Einaudi il 10 settembre 2002.
Per la stesura del libro, l'autrice ha dichiarato di avere impiegato tre anni. Dal libro è stato tratto il film L'estate del mio primo bacio del 2006, prima regia cinematografica di Carlo Virzì.
Nel 2003 il romanzo ha raggiunto la quota di 100 000 copie vendute ed è stato ristampato varie volte, diventando uno caso editoriale dell'anno.

## Trama
La storia si svolge nell'agosto del 1987. Camilla Francesca Matilde Randone, ragazza di Roma, figlia della scrittrice Giovanna Sinibaldi, è prossima a compiere quattordici anni. Lei vive insieme alla sua famiglia ma per l'estate si trasferisce a Porto Santo Stefano con sua mamma, la tata e sua nonna. La ragazza si innamora di Adelmo ma alla fine delle vacanze dovrà lasciarlo e tornare nella sua città.

## Edizioni
- Teresa Ciabatti, Adelmo, torna da me, Torino, Einaudi, 2002, ISBN 978-88-06-15917-7.